# Басиль, Джебран
Джебран Басиль (араб. جبران باسيل‎; род. 21 июня 1970, Эль-Батрун, Ливан) — ливанский государственный и политический деятель. Лидер пропрезидентского христианского Свободного патриотического движения (СПД) с 2015 года. Депутат Парламента Ливана с 2018 года. В 2014—2020 годах — министр иностранных дел, в 2009—2014 годах — министр энергетики и водных ресурсов, в 2008—2009 годах — министр телекоммуникаций.

## Биография
Родился 21 июня 1970 года в Эль-Батруне, в семье ливанских маронитов.
В 1992 году получил степень бакалавра гражданского строительства в Американском университете Бейрута, в 1993 году — степень магистра там же.
С 1998 года был активистом Свободного патриотического движения, в 2015 году избран лидером Движения, сменив генерала Мишеля Ауна, избранного президентом. В 2005 году был кандидатом на парламентских выборах в избирательном округе Эль-Батрун, но не был избран. Также не был избран на выборах в 2009 году. Избран на выборах в 2018 году.
В 2008—2009 годах работал в правительстве в качестве министра телекоммуникаций, в 2009—2014 годах — министра энергетики и водных ресурсов, в 2014—2020 годах — министра иностранных дел.
6 ноября 2020 года Управление по контролю за иностранными активами Министерства финансов США ввело санкции против Джебрана Басиля.

## Личная жизнь
Женат на Шанталь Аун, дочери президента Мишеля Ауна. Имеет троих детей.